# Gavião (Vila Nova de Famalicão)
Gavião es una freguesia portuguesa del concelho de Vila Nova de Famalicão, con 4,41 km² de superficie y 3.729 habitantes (2001). Su densidad de población es de 845,6 hab/km².